# Ana Novaković-Đurović

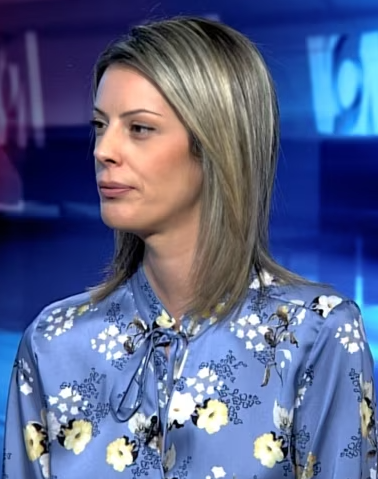
Ana Novaković-Đurović (2023)

Ana Novaković-Đurović (* 20. Dezember 1985 in Podgorica) ist eine montenegrinische Politikerin der Gemeinsamen Reformaktion (URA), die unter anderem von 2022 bis 2023 Ministerin für Ökologie, Raumplanung und Städtebau war sowie seit 2023 Mitglied im Parlament von Montenegro ist.

## Leben
Ana Novaković-Đurović absolvierte nach dem Schulbesuch ein Studium an der Fakultät für Politikwissenschaften der Universität Montenegro, welches sie mit dem Schwerpunkt Internationale Beziehungen beendete. Im Anschluss fungierte sie zwischen 2009 und 2021 als Geschäftsführerin des Zentrums für die Entwicklung von Nichtregierungsorganisationen und war in dieser Zeit auch als Beraterin sowie Coach in den Bereichen Management von aus Mitteln der Europäischen Union finanzierten Projekten, Organisationsentwicklung und strategische Planung für Nichtregierungsorganisationen, die öffentliche Verwaltung und die Wirtschaft tätig. Weiterhin war sie an OSZE- und UNDP-Projekten in Montenegro und dem grenzüberschreitenden Kooperationsprogramm von Montenegro und Bosnien und Herzegowina im Rahmen von IPA II beteiligt. Darüber hinaus führte sie mehrere Jahre lang im Rahmen des von der Personalverwaltung organisierten Bildungsprogramms Schulungen für Beamte durch. Außerdem ist seit März 2012 Mitglied der Arbeitsgruppe für die Beitrittsverhandlungen Montenegros mit der Europäischen Union zu Kapitel 23 (Justiz, Korruptionsbekämpfung und Grundrechte) und hat einen Teil des Aktionsplans für dieses Kapitel entwickelt. Sie leitete die Umsetzung Dutzender Projekte (einschließlich von der EU finanzierter Projekte) im Zusammenhang mit der Etablierung der Rechtsstaatlichkeit und der Entwicklung der Zivilgesellschaft in Montenegro. 
Ana Novaković-Đurović, die politische Direktorin und Mitglied der Präsidiums der Gemeinsamen Reformaktion URA (Ujedinjena reformska akcija) ist, wurde am 28. April 2022 als Ministerin für Ökologie, Raumplanung und Städtebau in das Kabinett Abazović von Ministerpräsident Dritan Abazović, der 43. Regierung Montenegros, berufen und bekleidete dieses Amt bis zum 31. Oktober 2023.
Bei der Parlamentswahl am 11. Juni 2023 wurde Ana Novaković-Đurović für die URA unter Dritan Abazović im Wahlbündnis Aleksa i Dritan – Hrabro se broji! („Aleksa und Dritan – Mut zählt!“), der neben der URA noch die Demokraten (Demokratska Crna Gora) von Aleksa Bečić angehören, Mitglied im Parlament von Montenegro (Skupština Crne Gore) und ist dort in der aktuellen Legislaturperiode unter anderem Mitglied des Ausschusses für Europäische Integration sowie des Ausschusses für Tourismus, Landwirtschaft, Ökologie und Raumplanung.